# Rouvignies
 Rouvignies  là một xã ở tỉnh Nord ở miền bắc nước Pháp. Xã này có diện tích 3,23 km², dân số năm 1999 là 588 người. Xã nằm ở khu vực có độ cao trung bình 20 mét trên mực nước biển.